# Тота (озеро)
Тота (исп. Lago de Tota) — озеро в департаменте Бояка (Колумбия), крупнейшее в стране и второе по высоте судоходное озеро во всей Южной Америке (после озера Титикака).

## География
Крупнейшее в Колумбии озеро расположено в центральной части страны на высоте 3015 метров над уровнем моря. Длина — 12 км, максимальная ширина — 6,5 км, площадь — 56,2 км², максимальная глубина — 67 метров. Ближайший к озеру населённый пункт — город Акитания, расположенный примерно в полутора километрах к востоку. Чуть дальше с других сторон Тоту окружают менее населённые городки Тота и Куитива.
Крупнейшие острова: Сан-Педро, Санта-Хелена, Санто-Доминго, Серро-Чико, Ла-Кустодиа.

## Описание
С давних пор озеро Тота было объектом религиозного культа цивилизации чибча. Ныне вокруг озера сильно развито производство репчатого лука (около 90 % по стране). Средняя температура воды в озере — 13 °C, но может опускаться и до нуля. В больших количествах водится радужная форель, вес отдельных экземпляров достигает 7 килограммов. До недавних пор в озере обитал эндемик — сом вида Rhizosomichthys totae, ныне считается вымершим. По берегам озера селятся редкие птицы индейский волчок, колумбийская савка, колумбийский пастушок, крапивник аполинария; также именно у озера Тота последний раз видели ныне вымершую андскую поганку (в 1977 году).
С 1652 года до наших дней очевидцы утверждают, что видели в озере Тота неизвестное науке чудовище.

## История
Впервые озеро было исследовано итальянским военным и учёным Августином Кодацци в 1850-х годах. В 1928 году была составлена первая достаточно точная карта побережья, в том же году началось орошение прилегающих земель с помощью озёрной воды. С 1939 года в промышленных масштабах производится ловля рыбы. Обширный забор воды для полива близлежащих сельхозугодий, строительство предприятий неподалёку, другие технологические факторы в XXI веке заставили колумбийцев задуматься об экологической сохранности озера Тота.
- Вид на озеро с высоты ок. 20 км. Светлое пятно справа от него — город Акитания
- Один из многочисленных пляжей на берегу озера[6]